# U-753
| U-753                      | U-753                                                          | U-753                                                          |
| -------------------------- | -------------------------------------------------------------- | -------------------------------------------------------------- |
|                            |                                                                |                                                                |
|                            |                                                                |                                                                |
|                            |                                                                |                                                                |
| Під прапором               | Третій рейх                                                    | Третій рейх                                                    |
| Спуск на воду              | 26 квітня 1941 року                                            | 26 квітня 1941 року                                            |
| Виведений зі складу флоту  | 13 травня 1943 року                                            | 13 травня 1943 року                                            |
| Сучасний статус            | затоплений                                                     | затоплений                                                     |
| Проєкт                     |                                                                |                                                                |
| Тип ПЧ                     | Торпедний ДПЧ                                                  | Торпедний ДПЧ                                                  |
| Основні характеристики     |                                                                |                                                                |
| Швидкість (надводна)       | 17,7 вузлів                                                    | 17,7 вузлів                                                    |
| Швидкість (підводна)       | 7,6 вузлів                                                     | 7,6 вузлів                                                     |
| Робоча глибина занурення   | 100 м                                                          | 100 м                                                          |
| Гранична глибина занурення | 220 м                                                          | 220 м                                                          |
| Екіпаж                     | 44 осіб                                                        | 44 осіб                                                        |
| Розміри                    |                                                                |                                                                |
| Довжина найбільша (по КВЛ) | 67,1 м                                                         | 67,1 м                                                         |
| Ширина корпусу найб.       | 6,2 м                                                          | 6,2 м                                                          |
| Висота                     | 9,6 м                                                          | 9,6 м                                                          |
| Середня осадка (по КВЛ)    | 4,70 м                                                         | 4,70 м                                                         |
| Водотоннажність надводна   | 769 т                                                          | 769 т                                                          |
| Озброєння                  |                                                                |                                                                |
| Артилерія                  | одна палубна гармата калібру 88-мм, одна 20-мм зенітна гармата | одна палубна гармата калібру 88-мм, одна 20-мм зенітна гармата |
| Торпедно- мінне озброєння  | 4 носових і один кормовий ТА. 14 торпед або 26 мін             | 4 носових і один кормовий ТА. 14 торпед або 26 мін             |

U-753 — німецький підводний човен типу VIIC часів Другої світової війни.
Замовлення на будівництво човна було віддане 9 жовтня 1939 року. Човен був закладений на верфі суднобудівної компанії « Kriegsmarinewerft (KMW)» у місті Вільгельмсгафен 3 січня 1940 року під заводським номером 136, спущений на воду 26 квітня 1941 року, 18 червня 1941 під командуванням корветтен-капітана увійшов до складу 3-ї флотилії. Єдиним командиром човна був фрегаттен-капітан Альфред Мангардт фон Маннштайн.
Човен зробив 7 бойових походів, в яких потопив 3 (загальна водотоннажність 23 117 брт) та пошкодив 2 судна (загальна водотоннажність 6 908 брт).
13 травня 1943 року потоплений у Північній Атлантиці, південно-західніше Ірландії (48°37′ пн. ш. 22°39′ зх. д. / 48.617° пн. ш. 22.650° зх. д.) глибинними бомбами канадського корвета «Драмгеллер», британського фрегата «Лаган» та канадського літака «Сандерленд». Всі 47 членів екіпажу загинули.

## Потоплені та пошкоджені кораблі[3]
| Назва               | Тип                       | Належність      | Дата           | Тоннаж (БРТ) | Вантаж                       | Статус     | Місце                                                       |
| George Calvert      | суховантаж                | США             | 20 травня 1942 | 7 191        | 9 116 т генеральних вантажів | потоплено  | 22°55′ пн. ш. 84°26′ зх. д. / 22.917° пн. ш. 84.433° зх. д. |
| E.P. Theriault      | яхта                      | Велика Британія | 22 травня 1942 | 326          | Соснова смола                | пошкоджено | 24°30′ пн. ш. 83°55′ зх. д. / 24.500° пн. ш. 83.917° зх. д. |
| Haakon Hauan        | танкер                    | Норвегія        | 25 травня 1942 | 6 582        | Баласт                       | пошкоджено | 28°45′ пн. ш. 90°03′ зх. д. / 28.750° пн. ш. 90.050° зх. д. |
| Hamlet              | танкер                    | Норвегія        | 27 травня 1942 | 6 578        | 8 927 т сирої нафти          | потоплено  | 28°25′ пн. ш. 91°00′ зх. д. / 28.417° пн. ш. 91.000° зх. д. |
| N.T. Nielsen-Alonso | китобійна плавуча фабрика | Норвегія        | 22 лютого 1943 | 9 348        | Баласт                       | потоплено  | 48°00′ пн. ш. 31°24′ зх. д. / 48.000° пн. ш. 31.400° зх. д. |